# Zyklotronresonanz
Zyklotronresonanz bezeichnet die resonante Absorption elektromagnetischer Wellen durch geladene Teilchen (z. B. durch freie Elektronen oder auch Elektronen in einem Festkörper), die sich in einem konstanten Magnetfeld befinden. Der Name leitet sich vom Zyklotron, einem Teilchenbeschleuniger ab; dort bewegen sich die Teilchen mit der Zyklotronfrequenz auf einer Kreisbahn.
In Plasmen kann die Zyklotronresonanz der Elektronen dazu verwendet werden, Energie in das Plasma einzukoppeln, also die kinetische Energie der Elektronen zu erhöhen und so das Plasma zu heizen (Elektron-Zyklotron-Resonanz, EZR; engl. ECR). Dieses Verfahren wird in EZR-Ionenquellen angewendet.
In Versuchen zur technischen Kernfusion wird eine sehr hohe Temperatur der Ionen (verschiedene Wasserstoff-Isotope) benötigt. Eine zusätzliche Heizung der Ionen erreicht man unter anderem durch Ionen-Zyklotron-Resonanz-Heizung (IZR).
Die Untersuchung der Zyklotronresonanz der Elektronen (oder „Löcher“) eines Materials ist auch eine Methode der Festkörperphysik zur Bestimmung der effektiven Masse der Ladungsträger.
Hochleistungs-Mikrowellen-Generatoren (Gyrotrons und Magnetrons) arbeiten mit der Zyklotronresonanz freier Elektronen.
Die Zyklotronresonanz geladener Teilchen in einer Penning-Falle kann dazu benutzt werden, deren Verhältnis zwischen Masse und Ladung bzw. bei Kenntnis der Ladung deren Masse zu bestimmen.

## Theoretische Grundlage
Ohne elektrisches Feld wirkt auf ein Elektron (Ladung {\displaystyle -e}) mit der Geschwindigkeit {\displaystyle {\vec {v}}} im Magnetfeld mit der magnetischen Flussdichte {\displaystyle {\vec {B}}} ausschließlich die Lorentz-Kraft.
{\displaystyle {\vec {F}}=-e{\vec {v}}\times {\vec {B}}.}
Ein freies Elektron folgt einer kreisförmigen Bahn oder einer Schraubenlinie; die Zyklotronfrequenz ist die Frequenz des Umlaufs des Elektrons.
Im Festkörper ist die Geschwindigkeit durch die Dispersionsrelation, also durch die Energie {\displaystyle E} und den Wellenvektor {\displaystyle {\vec {k}}} gegeben
{\displaystyle {\vec {F}}=-e{\vec {v}}({\vec {k}})\times {\vec {B}}.}
{\displaystyle {\dot {\vec {k}}}=-{\frac {e}{\hbar ^{2}}}{\frac {\partial E({\vec {k}})}{\partial {\vec {k}}}}\times {\vec {B}}.}
Das Elektron erfährt also eine Kraft, die senkrecht zur magnetischen Flussdichte {\displaystyle {\vec {B}}} und im {\displaystyle {\vec {k}}}-Raum senkrecht zum Gradienten der {\displaystyle E({\vec {k}})}-Fläche steht.
Es bewegt sich somit auf einer Fläche konstanter Energie. Letzteres geschieht aus Gründen der Energieerhaltung, da ein zeitlich konstantes Magnetfeld keine Energieänderung des abgelenkten Teilchens bewirkt. Im Festkörper bleibt ein Elektron bei seiner Bewegung auf der Fermi-Fläche.
Unter Annahme eines freien Elektronengases ergibt sich daraus die klassische Zyklotronfrequenz, bei der jedes Elektron die gleiche Umlaufzeit besitzt. Dies ist jedoch in Festkörpern nicht der Fall. Um einen allgemein gültigen Ausdruck für die Umlauffrequenz zu erhalten, muss daher die Masse des Teilchens durch die effektive Masse {\displaystyle m^{*}} des Teilchens ersetzt werden. Damit ergibt sich
{\displaystyle \omega _{\mathrm {C} }={\frac {eB}{m^{*}}}}
mit
{\displaystyle B} – magnetische Flussdichte
{\displaystyle \omega _{\mathrm {C} }} – Zyklotronfrequenz bzw. Umlauffrequenz
{\displaystyle m^{*}} – effektive Teilchenmasse (hier: effektive Elektronenmasse)
{\displaystyle e} – Elementarladung

## Zyklotronresonanz in der Festkörperphysik
Eine Kristallprobe, die sich bei tiefen Temperaturen (ca. 4 Kelvin) in einem statischen Magnetfeld mit der magnetischen Flussdichte {\displaystyle B} befindet, wird mit Radiowellen bestrahlt. Die Radiowellen beschleunigen die Ladungsträger, die durch das Magnetfeld zu Spiralbahnen abgelenkt werden. Die Absorption der Wellen wird maximal, wenn die Frequenz der Radiowelle gleich oder ein Vielfaches der Zyklotronfrequenz ist:
{\displaystyle \omega _{\mathrm {em} }=p\cdot \omega _{\mathrm {C} }\qquad p\in \mathbb {N} }
Bei bekannter Magnetfeldstärke lässt sich damit die effektive Masse {\displaystyle m^{*}} des Ladungsträgers ablesen.
Bei einem Halbleiter muss die Probe zusätzlich mit Licht bestrahlt werden, dessen Photonen eine ausreichend große Energie besitzen, um die Elektronen in das Leitungsband zu heben.

## Weblink
- P. Freeman, M. Pavan: Electromagnetism and Circular Motion in a Cyclotron. In: TRIUMF (www.triumf.ca). 2009, abgerufen am 22. April 2023.